# Besuchetiella
Besuchetiella — рід довгоносикоподібних жуків родини дріофторид (Dryophthoridae). До роду належать два види. Описаний італійським ентомологом Джузеппе Оселлою 1974 року.
Види роду мешкають в Південно-Східній Азії: у Малайзії та Індонезії.

## Види
Описані 2 види:
- Besuchetiella mirabilis Osella, 1974
- Besuchetiella sumatrana Riedel[de], 1995[2]